# Lauro Müller (Santa Catarina)
Lauro Müller è un comune del Brasile nello Stato di Santa Catarina, parte della mesoregione del Sul Catarinense e della microregione di Criciúma. Il nome celebra l'ingegnere militare e politico di origine tedesca (renana) Lauro Severiano Müller  legato al centro, fondato e abitato originariamente da immigrati italiani.